# Bloc de ramură
Blocul de ramură reprezintă o denumire generică pentru tulburările de conducere intraventriculară localizate la nivelul fasciculului His, fie pe ramura dreaptă, fie pe trunchiul comun al ramurii stângi, rezultând bloc de ramură dreaptă, respectiv bloc de ramură stângă.
Blocul de ramură este o afecțiune care afectează sistemul de conducere electrică a inimii, care controlează sincronizarea și coordonarea bătăilor inimii. 
Blocul de ramură poate fi și consecință a unei afecțiuni cardiace subiacente.

## Tipuri de bloc de ramură
Sistemul de conducere al inimii se ramifică în două fascicule: stâng și drept. Atunci când una dintre ramurile fasciculului, care sunt căi pentru semnalele electrice din inimă, este blocată sau întârziată, aceasta poate perturba modelul normal al impulsurilor electrice și poate afecta capacitatea inimii de a pompa sângele în mod eficient.

### Bloc de ramură dreaptă
Blocul de ramură dreaptă este o anomalie caracterizată printr-o întârziere sau un blocaj al impulsurilor electrice care trec prin ramura dreaptă a sistemului de conducere a inimii. Această întârziere poate face ca ventriculul drept să se contracte ușor mai târziu decât ventriculul stâng, ceea ce duce la modificări ale aspectului formei de undă a electrocardiogramei (EKG).
Blocul de ramură dreaptă poate fi cauzat de diverse afecțiuni, cum ar fi boala pulmonară cronică sau leziunile miocardice.

### Bloc de ramură stângă
În cazul blocului de ramură stângă, vorbim despre o întârziere sau un blocaj în impulsurile electrice care călătoresc prin ramura stângă a sistemului de conducere a inimii. Această întârziere poate face ca ambii ventriculi să se contracte  mai târziu decât în mod normal, ceea ce duce la modificări ale formei de undă EKG similare celor observate în cazul blocului de ramură dreaptă, dar cu diferențe distincte.
În blocul major de ramură stângă, întârzierea sau blocajul apare pe măsură ce impulsul electric călătorește prin ramura stângă a fasciculului. Acest tip de bloc poate fi asociat cu boli cardiace, cum ar fi boala coronariană sau hipertensiunea arterială.

## Cauze
Blocul de ramură poate avea diverse cauze, printre care:
- boli de inimă - cea mai frecventă cauză a blocului de ramură este o boală cardiacă de bază, cum ar fi boala coronariană, cardiomiopatia (boală a mușchiului cardiac) sau defecte structurale ale inimii;
- infarct miocardic (atac de cord) - poate deteriora mușchiul cardiac și poate interfera cu transmiterea semnalelor electrice prin ramurile fasciculului, ducând la blocarea ramurii fasciculului;
- chirurgie cardiacă - operațiile chirurgicale cardiace, cum ar fi grefa de bypass coronarian sau înlocuirea valvei pot, uneori, să afecteze sistemul de conducere al inimii sau să perturbe căile electrice normale, ducând la blocarea ramurii de fascicule;
- boli infiltrative - anumite boli care infiltrează sau afectează mușchiul cardiac, cum ar fi sarcoidoza sau amiloidoza, pot perturba sistemul de conducere al inimii și pot provoca blocarea ramurii de fascicul;
- idiopatic - în unele cazuri, cauza exactă a blocului de ramură poate să nu fie cunoscută.[4]

## Diagnostic
Diagnosticarea blocului de ramură implică, de obicei, mai multe etape, inclusiv un istoric medical complet, o examinare fizică și teste de diagnosticare:
- istoricul medical și examinare fizică;
- electrocardiogramă - o electrocardiogramă (ECG sau EKG) este principalul test de diagnosticare utilizat pentru a diagnostica blocul de ramură;
- ecocardiografia - este un test de imagistică neinvazivă care utilizează ultrasunete pentru a evalua structura și funcția inimii;
- monitorizare Holter - monitorizează activitatea electrică a inimii pe o perioadă de timp, de obicei între 24 și 48 de ore sau mai mult;
- testul de efort - poate fi efectuat pentru a evalua modul în care inima răspunde la activitatea fizică; acesta poate ajuta la evaluarea aritmiilor induse de efort sau a modificărilor în sistemul de conducere al inimii;
- coronarografie ,angiografie coronariană - procedura presupune introducerea unui cateter în vasele de sânge ale inimii pentru a vizualiza arterele coronare și a evalua dacă există blocaje sau alte anomalii.[5]

## Tratament și mod de viață
Tratamentul   depinde de mai mulți factori, inclusiv de cauza care stă la baza blocajului, de prezența simptomelor și de riscul cardiovascular asociat:
- observare și monitorizare - în multe cazuri, blocul de ramură este asimptomatic și nu necesită un tratament specific;
- tratamentul afecțiunilor  subiacente - dacă blocul de ramură este asociat cu afecțiuni cardiace subiacente, cum ar fi boala coronariană, insuficiența cardiacă sau defecte cardiace structurale, tratamentul se va concentra pe gestionarea afecțiunii subiacente;
- tratamentul simptomelor - dacă blocul de ramură este asociat cu simptome precum palpitații, amețeli, dificultăți de respirație sau leșin, tratamentul poate avea ca scop gestionarea acestor simptome;
- terapia cu pacemaker - în unele cazuri de bloc de ramură, în special dacă acesta este asociat cu simptome semnificative sau bloc cardiac, se poate recomanda terapia cu stimulator cardiac;
- modificări ale stilului de viață - menținerea unui stil de viață sănătos; renunțarea la fumat; gestionarea tensiunii arteriale ridicate ;controlul  diabetul; menținerea  unei greutate adecvate ; limitarea consumul de alcool.[4]